# わかしお座礁石油流出事故

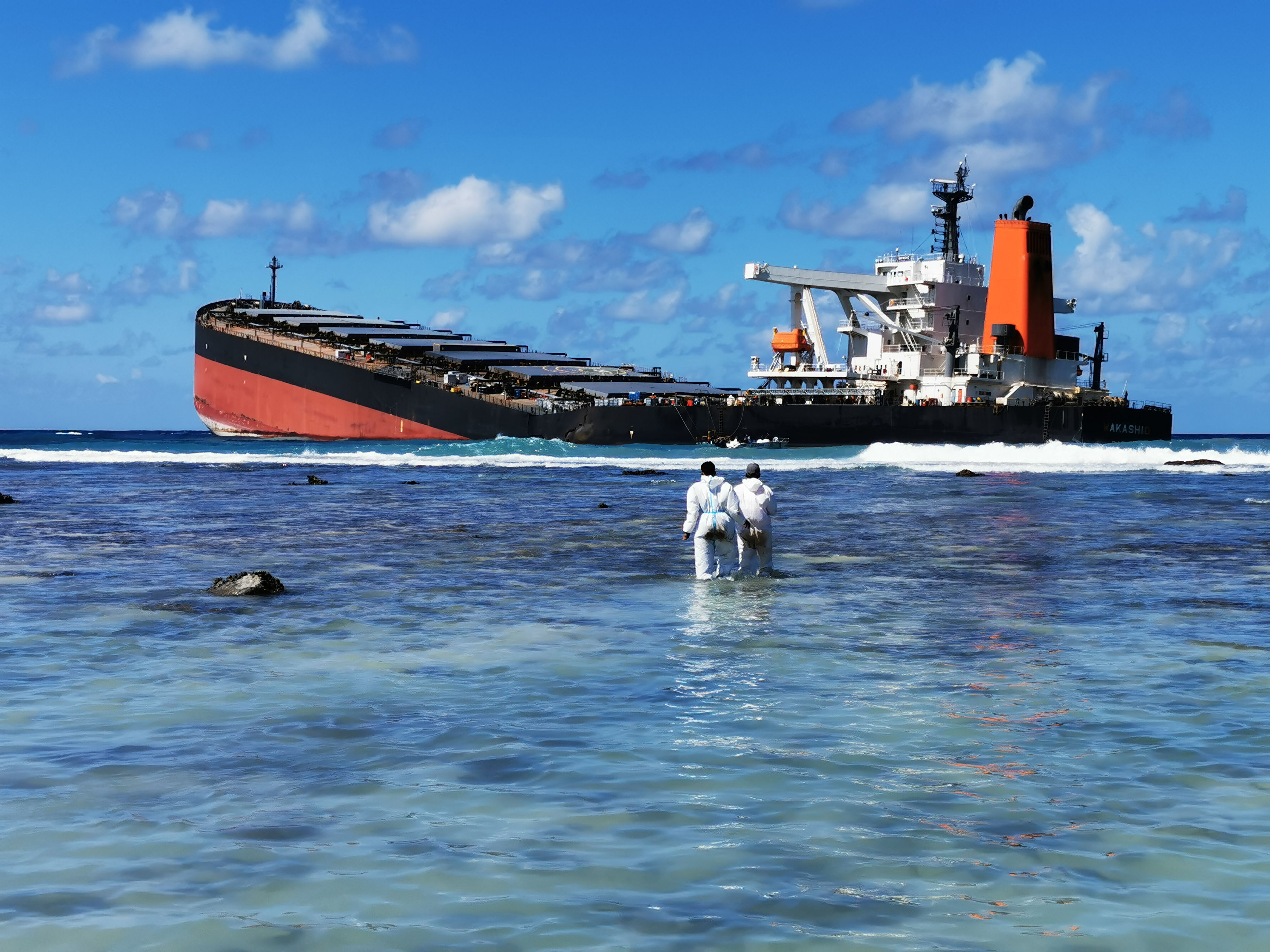
座礁したWAKASHIO

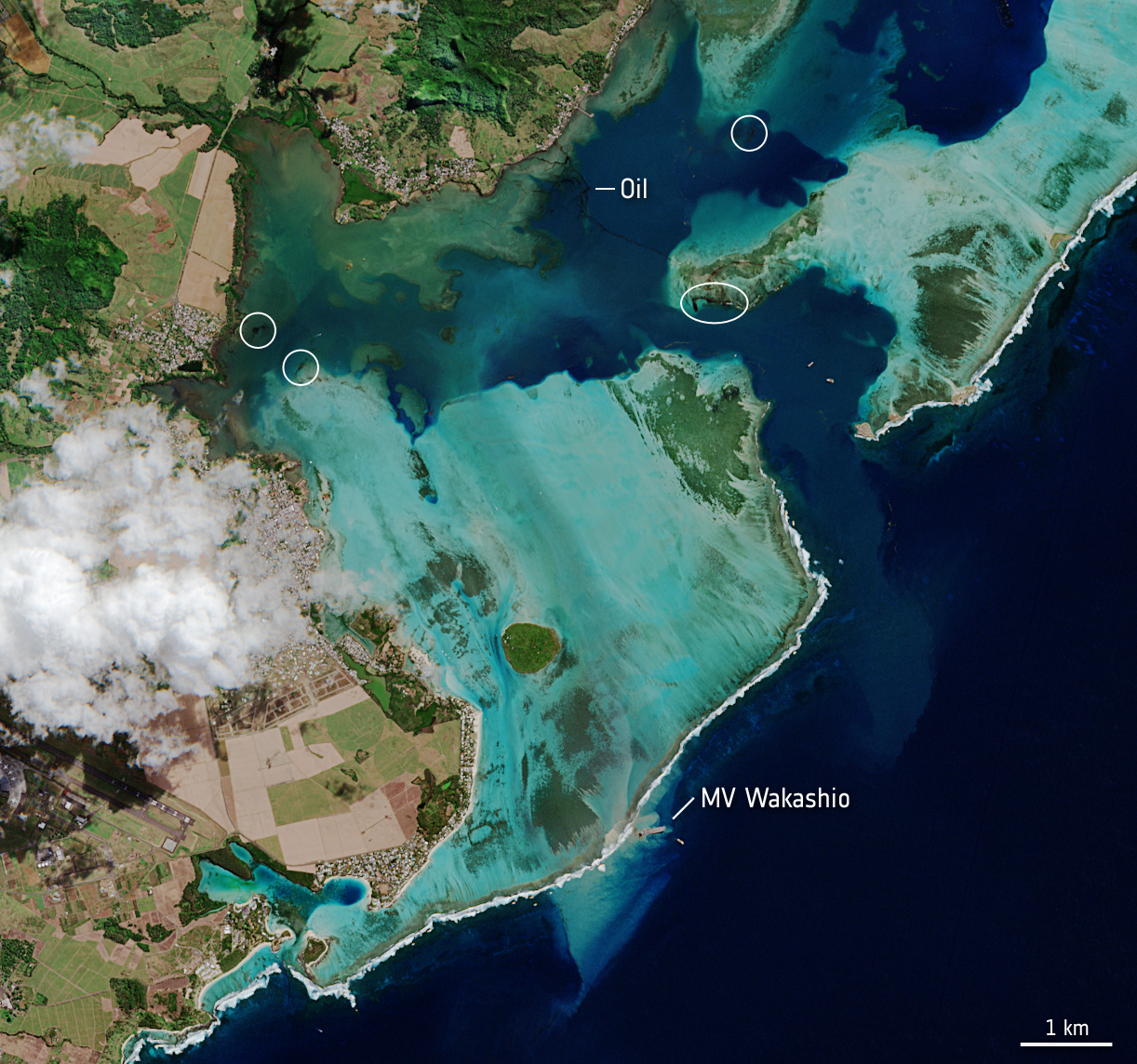
8月11日時点の石油流出

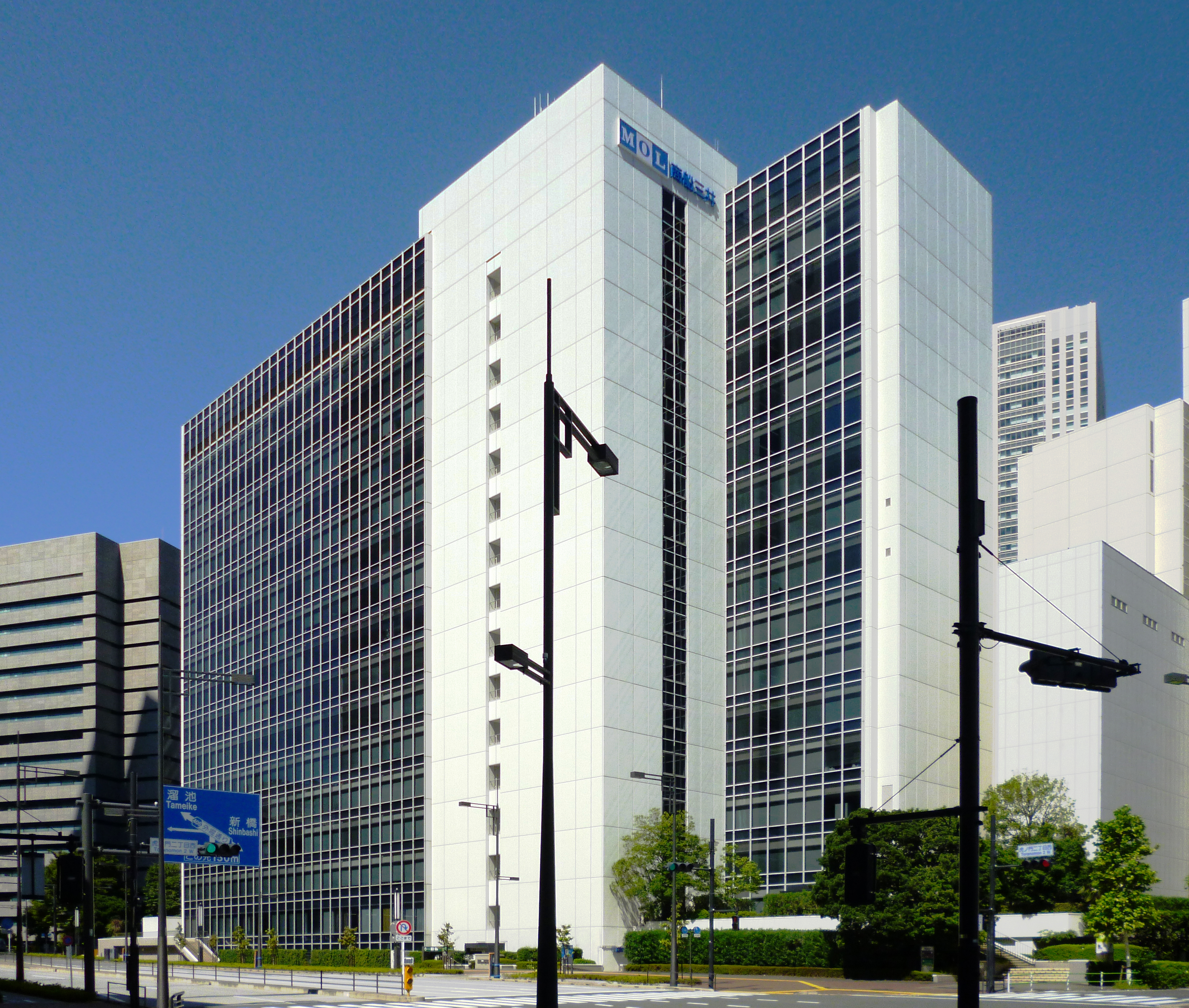
商船三井本社

わかしお座礁燃料油流出事故（わかしおざしょうせきゆりゅうしゅつじこ）は、2020年にばら積み貨物船わかしお（WAKASHIO）がモーリシャス沖で座礁して燃料油流出を起こした事故である。

## 概要

### 原油流出まで
わかしおは、2007年5月に竣工したパナマ船籍（便宜置籍）のばら積み貨物船（ケープサイズバルカー）で、長鋪汽船の子会社である OKIYO MARITIME CORP. が所有し、商船三井が傭船して運航していた。わかしおは積み荷を積載せずに中国の連雲港を現地時間2020年7月4日に出航し、シンガポール経由でブラジルのトゥバラン港に向かっていた。
7月25日夜、インド洋を航行していたわかしおはモーリシャス南東部沖ラムサール条約の指定地域に含まれているポワント・デスニー付近でサンゴ礁に乗り上げ座礁した。乗員20名に怪我は無かった。
この座礁の際に船体を損傷し、2週間後の8月6日朝には燃料タンクに亀裂が入って重油1000トン余りが流出した。流出した重油はモーリシャスの生態系を破壊し、経済や食料安全保障、健康にも深刻な影響を及ぼすことが懸念されることから、モーリシャスのジャグナット首相は8月6日に環境緊急事態宣言を発出し、引き揚げの技術や専門知識がないとして、フランスに支援を求めた。マクロン大統領は8日に支援を表明した。9日、首相は船体が真っ二つになる恐れがあると公表した。

### 原油流出後
1000トンの原油が流出した後も、船内には未だ2800トンほどの重油と200トンほどの軽油が残っていた。この時船体に入った亀裂は徐々に拡大していて、残った燃料のさらなる流出が懸念された。残油抜き取り作業は急ピッチで進められた。8月12日までには燃料油抜き取り作業がほぼ完了、燃料油以外の潤滑油など100トンについても一部が回収された。その後の8月15日、船体は2つに分断した。横浜国立大学の岡田哲男教授（船舶海洋構造設計）は「座礁した状態で船首部と船尾部の浮力によって下に凸の曲げの力が発生し、力が集中した前方から８つ目の貨物スペース付近が割れた」と見ている。船の上下方向には弾性があるが、湾曲できる限界を超えたため、２つに分断したと考えられている。通常では積み込む貨物の重さ、また貨物が空の場合は、取り込む海水の重さで船全体のバランスをとっているが、座礁した状態では、うまくバランスが取れなくなることが確認されている。この時も限定的ではあったが、一部の残油が流出したとされる。
分断した船体のうち、大きい方の船首部分は8月24日にモーリシャス沖15キロ、水深が3180メートルの海底へ海没処分された。小さい方の艦橋部分は8月25日現在、サンゴ礁に座礁したままである。

### 日本の対応
8月9日、長鋪汽船と商船三井の両社は商船三井本社（東京都港区）で共同記者会見を実施し、事故までの経過、対応策について説明した。商船三井の小野副社長は用船者の立場でお詫びの言葉を述べた上で、「被害を最小限に食い止めることに全力を尽くす。解決まで誠意をもって対応していく」と語った。
商船三井は9月11日に現地の環境保全などを目的に総額およそ10億円を拠出する支援策を発表した。サンゴ礁やマングローブ林を保全することを目的とした「モーリシャス自然環境回復基金」を設立し、商船三井は約8億円を拠出するほか、現地への寄付など約2億円を負担する。
運輸安全委員会は9月18日に現地に調査団を派遣することを発表した。同月20日に出発し、2週間程度かけて、船体調査や乗組員への聴取などを行う。

### 座礁の原因
商船三井は2020年8月9日の会見で「（モーリシャス島の南方約20マイル (32 km)を通る予定だったが）悪天候による強い風やうねりで北方へ押し流された可能性がある」とした。インド人の船長とスリランカ人の副船長もその後安全航海の義務を怠った理由で8月に逮捕されているが、Wi-Fi説についてはモーリシャス政府がロイター通信の取材に際して否定している。地元紙「レクスプレス」は8月13日付の記事で、乗組員が捜査当局に対して、誕生日を祝っており Wi-Fiに接続するために島に近づいたと説明したことを報じている。
その後12月に、事故原因は船員らが船上から携帯電話を使うため島に接近した上、現場の詳細な海図を用意していなかったため、位置や水深を正確に把握しておらず、座礁につながったと原因を公表した。

## 影響
イルカ397頭が死んで海岸に打ち上げられたが、直接この事故とは関係ないと政府当局は述べている。「一帯の回復に30年前後はかかるだろう」と環境団体は深い懸念を表明している。
モーリシャスは世界有数の生物多様性を誇り、サンゴ礁や汽水とマングローブの生態系は地元住民の生活も支えている。国連の生物多様性条約によると、魚800種、海洋哺乳類17種、カメ2種を含む1700種の生き物の生息地とされており、生物多様性のホットスポットと呼ばれている地域である。特に今回の流出事故は環境保護の対象となっている2つの海洋生態系と湿地帯の自然保護区ブルー・ベイ・マリーン・パークの近くで起きたことで、より深刻な影響が懸念されている。
9月1日、悪天候のなか、重油の回収作業にあたっていたタグボートが転覆し、作業員3人が死亡、1人が行方不明となった。多くのモーリシャスの国民が、座礁から石油流出までの12日間、政府の対策が不十分で被害が段階的に拡大したことを批判しており、辞任を求めて大規模なデモが起こった。

## 刑事裁判
2021年9月27日、モーリシャスの裁判所はインド人船長とスリランカ人１等航海士に対し、禁錮１年8ヶ月の量刑を言い渡した。